# Odd Christian Eiking
Odd Christian Eiking (28 de dezembro de 1994) é um ciclista noruego, membro da equipa Intermarché-Wanty-Gobert Matériaux.

## Palmarés
- 2014
  - 3.º no Campeonato da Noruega em Estrada

- 2015
  - 1 etapa do Giro do Vale de Aosta
  - 2.º no Campeonato da Noruega em Estrada

- 2017
- Boucles de l'Aulne
- 2018
  - 1 etapa do Tour de Valônia[1]

- 2019
  - 1 etapa da Arctic Race da Noruega

## Resultados em Grandes Voltas e Campeonatos do Mundo
Durante sua corrida desportiva tem conseguido os seguintes postos nas Grandes Voltas e nos Campeonatos do Mundo em estrada:
| Corrida            | Corrida            | 2014 | 2015 | 2016 | 2017 | 2018 | 2019  | 2020 |
| ------------------ | ------------------ | ---- | ---- | ---- | ---- | ---- | ----- | ---- |
|                    | Giro d'Italia      | —    | —    | —    | —    | —    | —     | —    |
|                    | Tour de France     | —    | —    | —    | —    | —    | 111.º | —    |
|                    | Volta a Espanha    | —    | —    | 77.º | Ab.  | —    | —     | —    |
| Mundial em Estrada | Mundial em Estrada | —    | —    | —    | 56.º | 30.º | —     | Ab.  |

—: não participa

Ab.: abandono